# إينى
إينِى (بالأوكرانية: Еней)‏ كانت فرقة لموسيقى الروك الأوكرانية؛ حيث قدمت عروضها الخاصة. سُميت على اسم الشخصية الشهيرة، إنياس، أحد الأعمال الحرفية لإيفان كوتلياريفسكي.

## تاريخ
خلال الستينيات، شكل طلاب من مدرسة الموسيقى الخاصة الكيييفة؛ فرقة سميت على اسم الملحن الأوكراني ميكولا ليسينكو. عزفوا في البداية تفسيرات فريدة للأغاني الشعبية الأوكرانية. عرض أعضاؤها لاحقًا الأعمال المتأخرة لفرقة البيتلز، وبدأوا في إعادة ترتيب أعمال باخ وخاتشاتوريان. في عام 1971م؛ انقسمت الفرقة؛ كما تركها بترينينكو وبلينوف؛ لتشكيل فرقة جديدة سُميت Dzvony. بدأت الفرقة بتجربة أنواع جديدة: البلوز والسول. في عام 1972م، تم حظر الفرقة وموسيقاهم في الاتحاد السوفيتي؛ ووُصفت بأنها «برجوازية وطنية». نتيجة لذلك، دُمرت جميع السجلات والتسجيلات الموجودة. بعد ذلك انطلقت الفرقة تحت الأرض حتى عام 1974م. ثم اندمج الأعضاء معDzvony؛ كونوا فرقة الموسيقى الصوتية الجديدةDecorative Trails. بعد قبول الفرقة فيالكونسرت الأوكراني؛ غيرت اسمها إلى Hrono. في عام 1977م؛ أصبحت الفرقة تعرف باسم إينِى مرة أخرى. بعد فترة من الوقت، تفككت إينِى؛ وانضم أعضاؤها إما إلى فرق مختلفة أو ذهبوا منفردين. أنشأ بيترينينكو لاحقًا فرقته الخاصة Hrono.

## روابط خارجية
- لمحة موجزة